# Екорегіони Бурунді
Екорегіони Бурунді — список екорегіонів Бурунді, за даними Всесвітнього фонду природи (WWF) .

## Наземні екорегіони

### Тропічні і субтропічні вологі широколистяні ліси
- Гірські ліси Albertine Rift

### Тропічні і субтропічні злаковники, савани і чагарники
- Центрально-Замбезійські ліси Miombo
- Мозаїка ліс-савана басейну Вікторія

## Прісноводні екорегіони

### Східні і прибережні
- Malagarasi-Moyowosi[en]

### Великі озера
- Танганьїка
- Басейн озера Вікторія